# Madsvartlöpare
Madsvartlöpare (Pterostichus gracilis) är en skalbaggsart som först beskrevs av Pierre François Marie Auguste Dejean 1828.  Madsvartlöpare ingår i släktet Pterostichus, och familjen jordlöpare. Enligt den finländska rödlistan är arten sårbar i Finland. Arten är reproducerande i Sverige. Artens livsmiljö är strandängar vid sötvatten.